# Arthel
Arthel – miejscowość i gmina we Francji, w regionie Burgundia-Franche-Comté, w departamencie Nièvre.
Według danych na rok 1990 gminę zamieszkiwało 97 osób, a gęstość zaludnienia wynosiła 13 osób/km² (wśród 2044 gmin Burgundii Arthel plasuje się na 813. miejscu pod względem liczby ludności, natomiast pod względem powierzchni na miejscu 1080.).